# Памятник Эндрю Джексону (Вашингтон)
«Эндрю Джексон» (англ. Andrew Jackson) — конная статуя 1852 года работы американского скульптора Кларка Миллса, посвящённая президенту США Эндрю Джексону и установленная в центре Лафайет-сквер в Вашингтоне — столице США.

## Путь Джексона

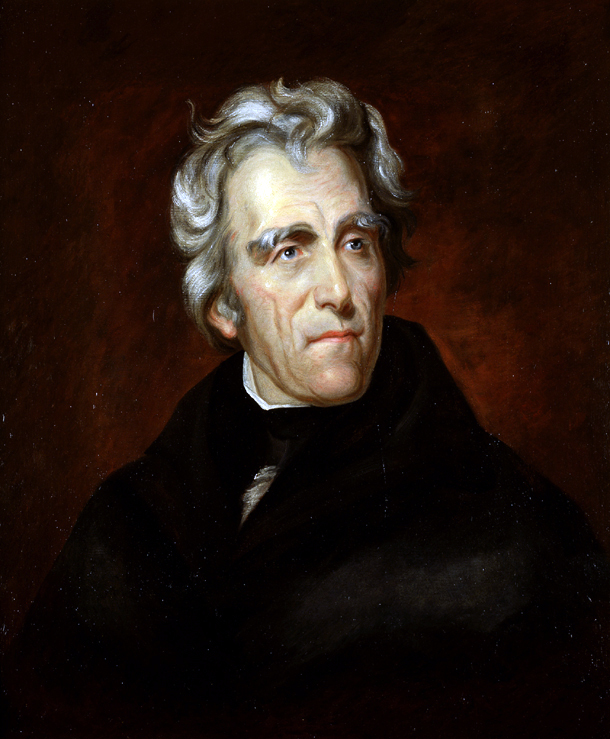
Портрет Эндрю Джексона работы Томаса Салли

Эндрю Джексон (1767—1845) родился в пресвитерианской семье шотландско-ирландских иммигрантов в Северной Каролине, у границы с Южной Каролиной. Во время американской революции, он служил курьером в местной милиции, однако вскоре вместе с братом был захвачен в плен и заключён в тюрьму Британской армии. Когда Джексон отказался чистить сапоги британского офицера, тот полоснул его по голове саблей. Этот удар оставил на лице подростка неизгладимый шрам, а на всю жизнь — сильную ненависть к англичанам. После краткого юридического обучения в Солсбери, в 1787 году Джексон переехал к границе с Теннесси. Он быстро стал успешным адвокатом и в конечном итоге недалеко от Нашвилла построил плантацию под названием «Эрмитаж». После того как Теннесси стал штатом Союза в 1796 году, Джексон был избран его представителем в Конгрессе, в 1797 году — сенатором, и в 1798 году, наконец, судьёй в Верховном суде Теннесси. Военная карьера Джексона началась в 1791 году, когда он присоединился к милиции округа Дейвидсон. Он был популярен среди своих сослуживцев и быстро поднялся в звании, и в 1802 году ему было присвоено звание генерал-майора. Когда индейцы племени крик стали сопротивляться расселению белых на территории, которая впоследствии стала штатом Алабама, убив в 1813 году более четырёхсот американских поселенцев, Джексон призвал силы, состоящие из милиции, регулярных войск армии США и отрядов дружественных индейцев, к возмездию. Крики были разбиты в 1814 году в битве при Хоршо-Бенд и по результатам Договора Форта-Джексон уступили свои земли в Джорджии и Алабаме правительству США, открыв тем самым огромную территорию для белых поселенцев. Став генералом, Джексон обрёл наибольшую военную славу в битве за Новый Орлеан, прошедшей 8 января 1815 года. Его победа над англичанами окончила войну 1812 года, после которой США и Великобритания подписали мирный договор. Достижение заключения договора сделало Джексона национальным героем, одарённым большим вниманием общественности, проложив ему путь для избрания на пост седьмого президента США тринадцать лет спустя, который он занимал два срока — в период с 1829 по 1837 год. После окончания полномочий, Джексон вернулся в «Эрмитаж», где и скончался 8 июня 1845 года от болезней в возрасте 78 лет.

## История создания
Создание памятника Джексону в столице США стало непосредственным выражением реакции страны на смерть «старого гикори», считавшегося, наряду с Томасом Джефферсоном, основателем Демократической партии. В июле 1845 года редактор журнала «United States Magazine and Democratic Review» Джон О’Салливан из Нью-Йорка призвал своих читателей подписываться на его издание, чтобы собрать денег на статую. 10 сентября О’Салливан и государственный секретарь Джеймс Бьюкенен встретились с президентом США Джеймсом Полком, прозванным «молодым гикори», так как он был протеже Джексона, выбранным им в кандидаты от Демократической партии на президентских выборах 1844 года. Они попросили Полка присоединиться к комитету по сбору средств для памятника, но он отказался, однако вызвался возглавить подписной список. В сентябре 1845 года на совещании в Аполло-холле в Вашингтоне был учреждён Комитет по памятнику Джексону, имевший целью сбор средств для возведения конной статуи, подчёркивающей не политическую карьеру Джексона, а военные заслуги. В число членов комитета вошли бывший представитель от Нью-Йорка и бывший мэр Вашингтона Джон Питер Ван Несс, сын архитектора Белого дома Джеймс Хобан-младший, генеральный почтмейстер Кейв Джонсон, комиссар общественных зданий и видный масон Бенджамин Френч.
В 1846 году редактор издания «Nashville Union» Иеремия Харрис написал американскому скульптору Хираму Пауэрсу в Италию с целью узнать стоимость бронзовой конной статуи, и он оценил работы приблизительно в 30 тысяч долларов США, включив туда стоимость литья, причитающуюся на половину суммы. Он пытался получить заказ на памятник через своего агента и художника из Цинциннати Минера Килбурна Келлогга, в то же самое время написавшего портрет Джексона и являвшегося управляющим американского турне скульптуры «Греческая рабыня», которая сделала имя Пауэрса нарицательным. Келлогг сообщил комитету, что Пауэрсу не нужно предоставлять модель, потому что его работы и так известны. Однако, в апреле 1847 года комитет попросил архитектора Роберта Миллса, разработавшего несколько важных общественных зданий в Вашингтоне, представить план будущего памятника. Его проект включал в себя 130-метровую триумфальную арку, на вершине которой должна была возвышаться статуя Джексона в полный рост, однако данный план был отвергнут из-за его высокой стоимости.

«Генерал Эндрю Джексон. Герой Нового Орлеана. 1815». Литография Джеймса Бэйли, 1840-е годы

Затем, совершенно случайно, в 1847 году на одном из ужинов в Вашингтоне, член комитета Кейв Джонсон встретился с молодым, но известным скульптором-самоучкой Кларком Миллсом, учившимся в Италии, и предложил ему создать свою модель памятника для рассмотрения комитетом. После этого предложения, Миллс уехал в Европу, где целыми днями трудился над созданием статуи Джексона, лепив его по портретам современников и позаимствовав в качестве образца военную форму генерала, седло и уздечку его лошади в патентном бюро, где они хранились как реликвии. Прочтя биографию Джексона, он узнал, что его лошадь звали «Герцог», и Миллс лепил его со своего коня под именем «Олимп», которого «поставил на дыбы на задние ноги в процессе моделирования», имея в своём распоряжении копии литейных форм из Европы, а также изучив анатомию различных пород лошадей и даже занимаясь препарированием. Через восемь месяцев, в марте 1848 года Миллс выиграл конкурс и получил от комитета 12 тысяч долларов на создание памятника. Многие скептически отнеслись к этому решению, так как скульптор никогда не видел ранее никаких конных статуй. В 1849 году, чтобы полностью сосредоточиться на работе, Миллс оставил жену и четырёх сыновей в Чарлстоне, переехал в столицу и построил деревянную студию с печью неподалёку от проектируемого расположения памятника, к югу от здания Казначейства на углу 15-й улицы и Пенсильвания-авеню, где сейчас стоит статуя Шермана. По имевшимся наработкам к декабрю 1849 года он завершил полноразмерную гипсовую модель лошади. Ознакомившись с литературой, посвящённой литью из бронзы, Миллс начал экспериментировать. Он расплавил в своей студии в июне 1850 года два бронзовых колокола, а затем и несколько старых орудий, выделенных правительством. К августу 1851 года он завершил литьё фигуры Джексона, однако при попытке поднять статую лошади краном взорвалась печь. Несмотря на неудачи, в январе 1852 года, Миллс, использовав пятнадцать тонн бронзы, завершил десять отливок частей скульптуры, а именно четырёх частей статуи лошади и шести частей фигуры Джексона. Сооружение статуи было событием национального значения, так как она стала первой конной скульптурой, отлитой в США, а также вторым памятником, в котором лошадь была показана сбалансированно стоящей на одних задних ногах, притом, что даже Леонардо да Винчи в решении этой задачи не удалось добиться успеха. Помимо этого, статуя Джексона является вторым в мире конным памятником на двух точках опоры; первым является памятник эрцгерцога Тироля Леопольду V, третьим таким и вторым в Европе стал памятник Николаю I в Санкт-Петербурге (Россия), сооружённый в 1859 году.
Торжественное открытие памятника состоялось 8 января 1853 года, в день 38-й годовщины битвы за Новый Орлеан, в присутствии президента США Милларда Филлмора, его кабинета, членов Конгресса, служащих армии и флота. В не по-зимнему ясный день, процессия во главе с членом Палаты представителей от Мэриленда Джорджем Хьюзом, главнокомандующим армии США Уинфилдом Скоттом, сенатором от Иллинойса Стивеном Дугласом и другими известными лицами, прошла по Пенсильвания-авеню от Сити-холла до Лафайет-сквера, мимо запруженных 20-тысячной толпой улиц и заполненных зеваками балконов и крыш домов. Под артиллерийские залпы золотым конфетти мимо трибун прошли представители всех родов войск, члены Демократических ассоциаций Вашингтона, Джорджтауна и Александрии, а также делегаты из Балтимора, после чего капеллан Сената преподобный Клемент Батлер открыл церемонию. С речью выступил сенатор Стивен Дуглас, а затем под овацию собравшихся публике был представлен скульптор Кларк Миллс, который не был в силах сдержать эмоций, и просто указал на статую и сорвал с неё покрывало. Капеллан Палаты представителей преподобный Джеймс Галлахер объявил церемонию закрытой и под крики «ура» граждане останавливались у статуи, «восхищаясь несравненной работой, вылепленной руками человека из народа».
Конгресс заплатил 8 тысяч долларов за пьедестал статуи, и выплатил 20 тысяч лично Миллсу, потому что ранее выданные 12 тысяч покрыли только стоимость литья, после чего правительство США утвердило право собственности на работу. По случаю открытия памятника, в 1855 году на литейном заводе «Cornelius & Baker» в Филадельфии были отлиты двухфутовые модели статуи Джексона, некоторые из них в настоящее время хранятся в Смитсоновском музее американского искусства, здании Казначейства, Исторического общества Мэриленда в Балтиморе, Зала истории в Роли, и Исторической коллекции Нового Орлеана. Впоследствии Миллс создал две реплики статуи Джексона — одну для Джексон-сквера в Новом Орлеане (1856 год) и вторую для Капитолия штата Теннесси в Нашвилле (1880 год), а третья была установлена спустя столетие в центре Джэксонвилла (1987 год). Хоть Миллс и выполнил много других работ, статуя Джексона и по сей день считается его лучшим достижением. В том же десятилетии при жизни Миллса в США были созданы другие реалистичные конные статуи — «Джордж Вашингтон» Томаса Кроуфорда у Капитолия Виргинии в Ричмонде и другой «Джордж Вашингтон» Генри Кирка Брауна на Юнион-сквер в Нью-Йорке.

## Расположение
Лафайет-сквер был создан в 1821 году как часть Президентского парка и в 1824 году назван в честь первого иностранного гостя президента США — маркиза Лафайета — французского участника войны за независимость США. Занимая площадь в семь акров, Лафайет-сквер располагается в одноимённом историческом районе к северу от Белого дома на Х-стрит между 15-й и 17-ми улицами, у Пенсильвания-авеню, Мэдисон-плейс и Джексон-плейс, рядом со станцией метро «Мак-Фёрсон-сквер» на северо-западе города Вашингтон.
Статуя Джексона стоит в центре Лафайет-сквер лицом на запад, являясь его главной достопримечательностью и самой узнаваемой скульптурой страны, при том что по углам парка находятся памятники героям революционной войны: французскому генерал-майору Жильберу де Лафайету (1891 год, юго-восток), французскому генерал-майору Жану де Рошамбо (1902 год, юго-запад), прусскому генерал-майору Фридриху Вильгельму фон Штойбену (1910 год, северо-запад), польскому бригадному генералу Тадеушу Костюшко (1910 год, северо-восток).

## Архитектура

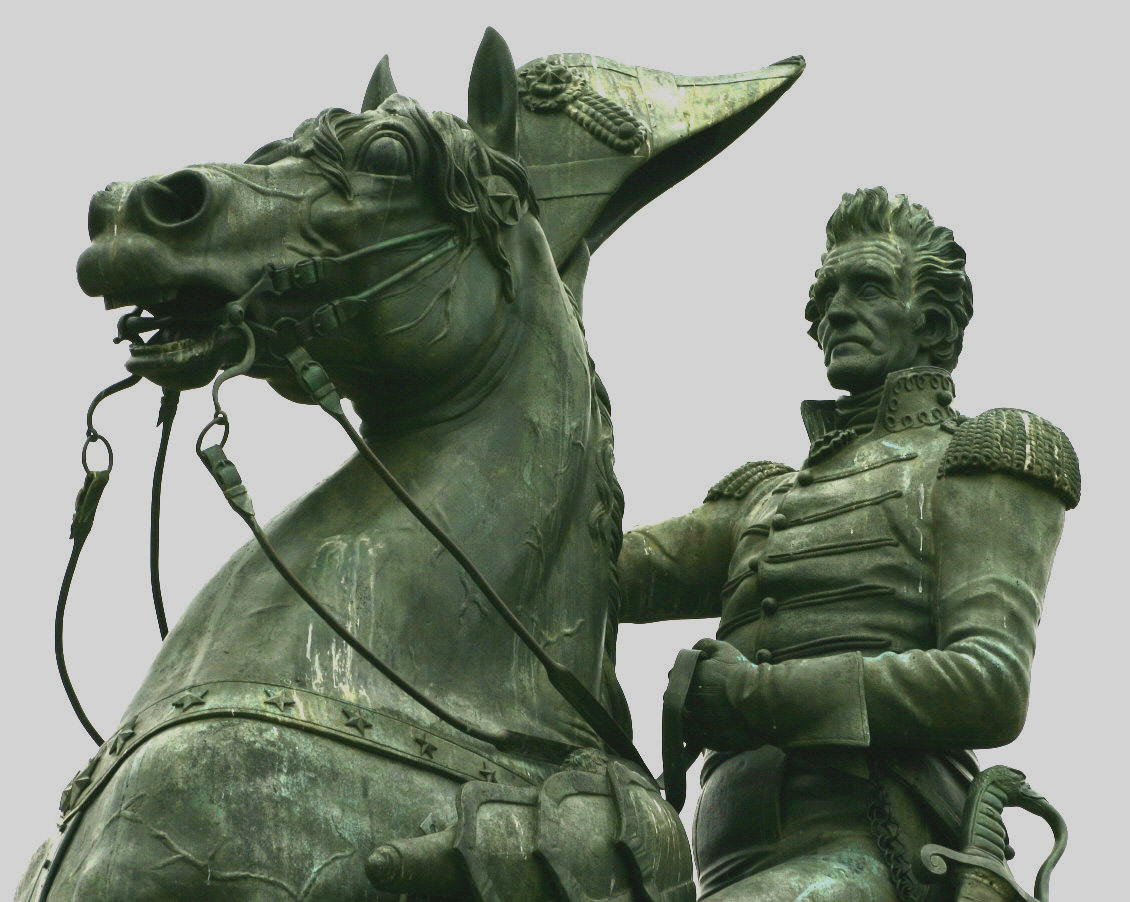
Джексон на коне

Памятник представляет собой бронзовую конную статую Эндрю Джексона незадолго до битвы за Новый Орлеан. Сидя на вставшей на дыбы лошади, Джексон держит в левой руке поводья, а правой снимает с головы шляпу, чтобы поприветствовать свои войска. Скульптура находится на трапециевидном основании из мрамора. Размеры статуи составляют 9 на 12 футов, а постамента — 18 на 16,5 при диаметре в 9,75 футов. С южной стороны постамента в верхнем правом углу имеется надпись «КЛАРК МИЛЛС/СКУЛЬПТОР» (CLARK MILLS/SCULPTOR), с фронтальной стороны сверху — «ДЖЕКСОН» (JACKSON), и там же в центре — «НАШ ФЕДЕРАЛЬНЫЙ СОЮЗ/ДОЛЖЕН БЫТЬ СОХРАНЁН» (OUR FEDERAL UNION/IT MUST BE PRESERVED).
Данная фраза является частью тоста Джексона на банкете по случаю празднования дня рождения Томаса Джефферсона 13 апреля 1830 года и относится к событиям нуллификационного кризиса, когда Южная Каролина угрожала выйти из Союза.

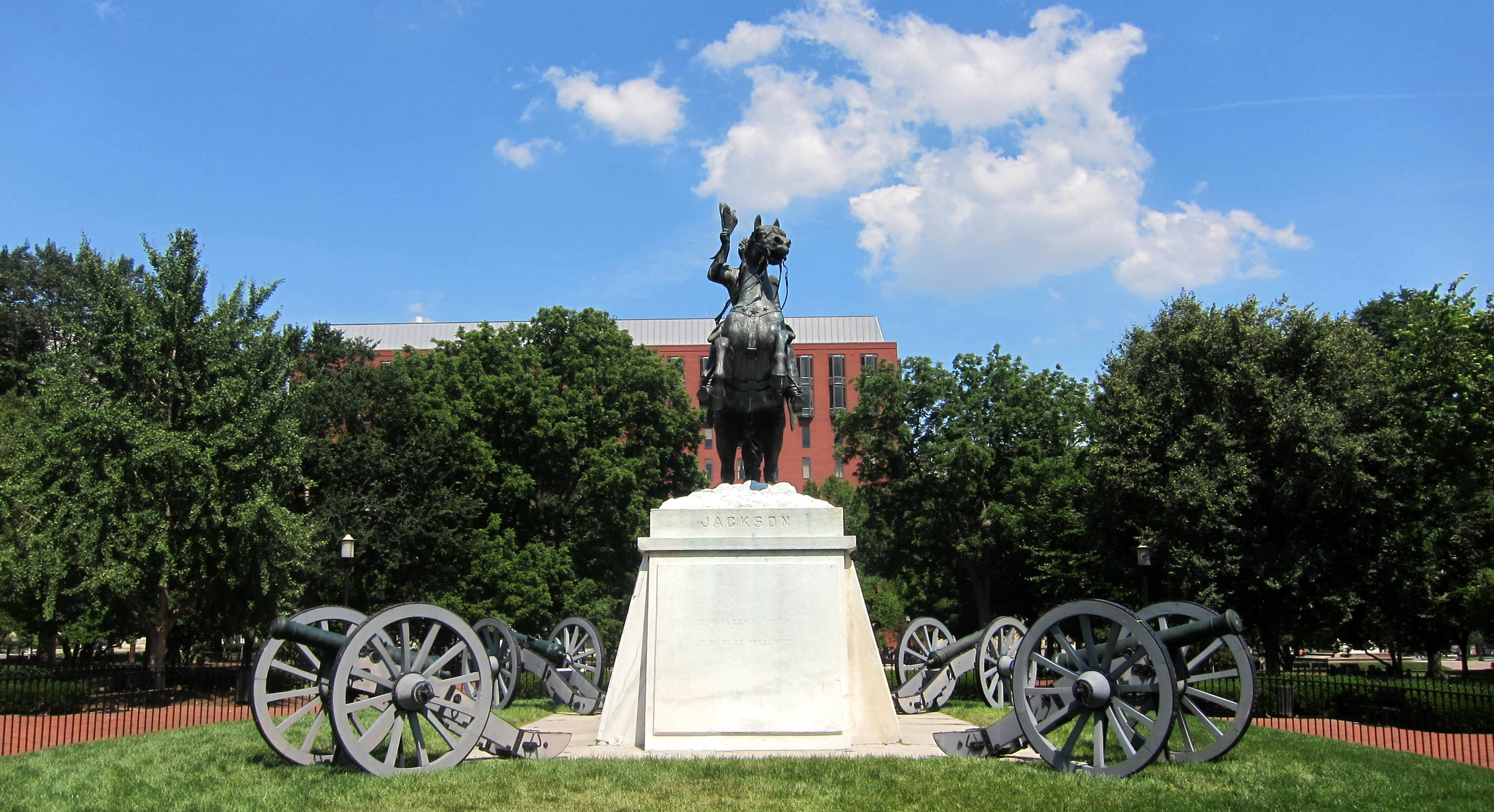
Вид спереди
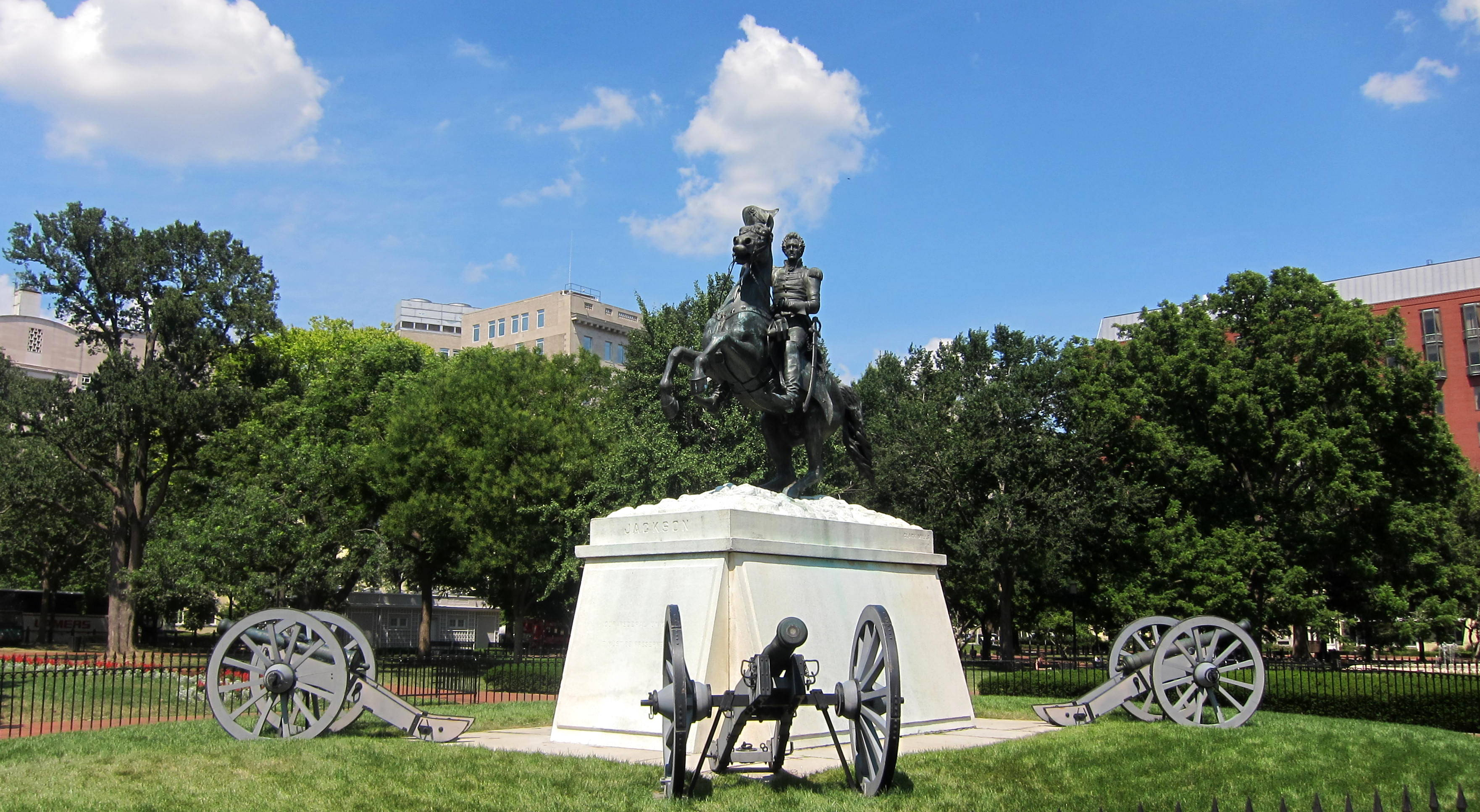
Вид сбоку

Архитектурный ансамбль памятника, стоящего на овальном газоне дополнен декоративным ограждением из кованого железа высотой в 4,5 фута, каждая стойка которого украшена орнаментом и имеет навершие в виде копья.

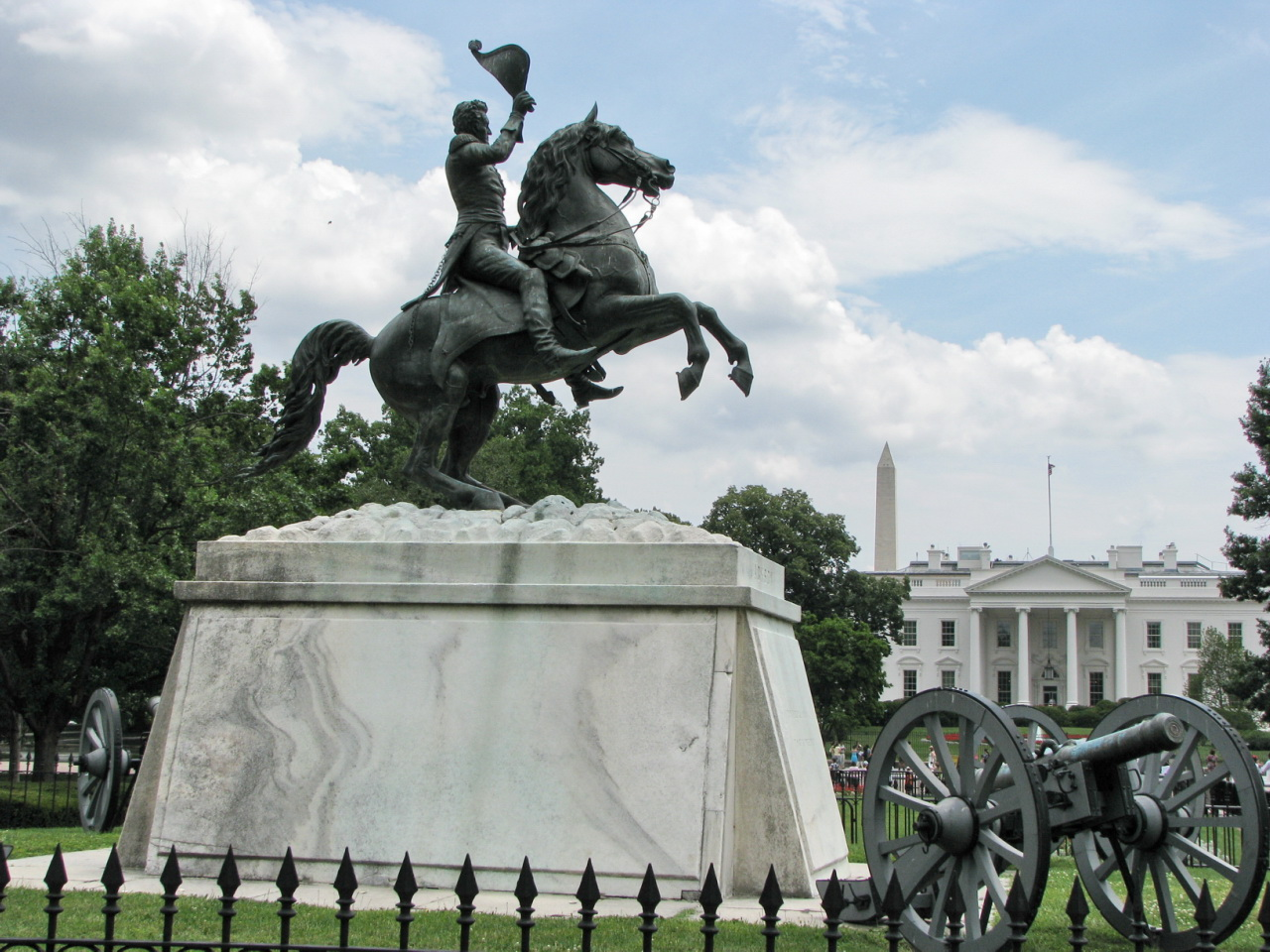
Памятник Джексону на фоне Белого дома

По углам основания стоят четыре пушки, переданные Джексону после битвы при Пенсаколе, 28 мая 1818 года. Все они были отлиты Иосифом Барнолой на Испанском королевском заводе в Мадриде: две на северной стороне — в 1748 году и названы в честь вестготских королей Витицы и Эгики, а две на северной — в 1773 году по именам греческих богов Аполлона и Аристея. Каждая пушка, весом по 300 фунтов, вместе с деревянным лафетом весит примерно 870 фунтов. Две пушки 1748 года составляют в длину 64 дюйма, а две 1773 года — 70 дюймов. У дула пушки «Аполлон» выбита надпись о передачах орудий Джексону. На пушках также имеется латинская надпись «Violati Regis Fulmina», которую один конгрессмен перевёл как «гром непобедимого короля», предложив во время проектирования статуи разместить детали орудий на постаменте памятника, чтобы показать, «какими безвредными являются молнии царей, брошенные на людей, чья железная броня патриотизма вдохновляет Республику», однако скульптор Миллс обнаружил, что в бронзе пушек содержится слишком много олова, вследствие чего они являются непригодными для переплавки в статую. Пушки были открыты в тот же день что и памятник, а впоследствии, перед Первой мировой войной их дула были запечатаны.

## Последующая судьба

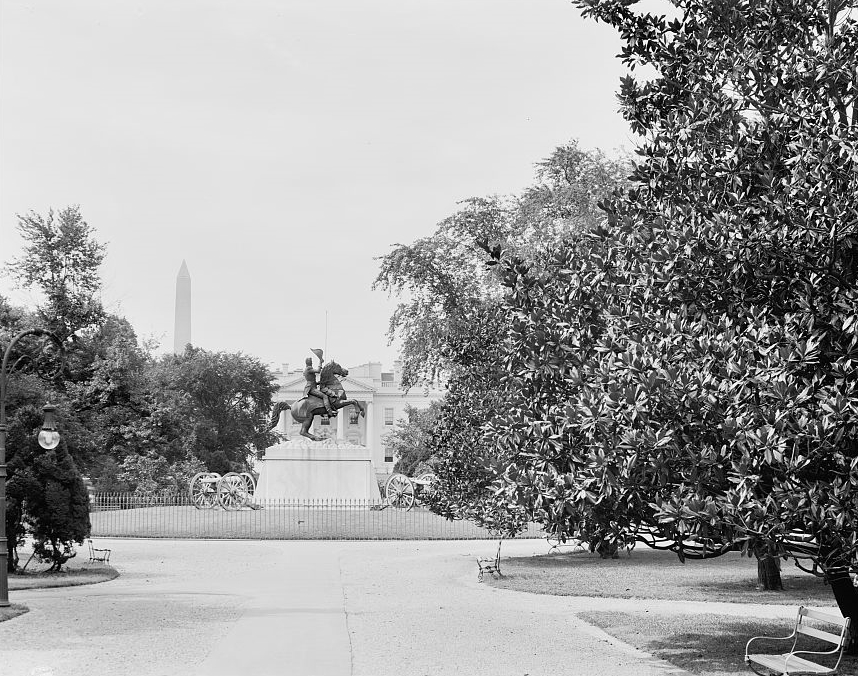
Статуя Джексона в Лафайет-сквер, 1910-е гг.

В 1872 году с западной и восточной сторон статуи Джексона в центре небольших цветников были установлены военно-морские урны, являвшиеся копиями ваз Медичи и отлитые в печах работы немецкого иммигранта Адольфа Клусса на вашингтонской верфи по указанию секретаря флота Джорджа Робесона. Они располагались на квадратных гранитных основаниях и были украшены по бокам аллегорическими фигурами в классическом стиле. В 1879 году урны были оснащены металлическими вазами, в которые были посажены цветы. Во время реконструкции парка в 1936 году они были перенесены на Мэдисон-плейс и Джексон-плейс.
В 1909 году на постаменте памятника были выбиты мемориальные надписи. В период с 1920 по 1940 год многие жители Вашингтона пытались убедить Комиссию по изящным искусствам перенести статую Джексона на место, где в настоящее время стоит «Вашингтон», но секретарь комиссии Чарльз Мур настаивал, что она должна оставаться на месте по историческим причинам, положив конец в 1935 году даже усилиям президента США Франклина Рузвельта по этому вопросу. В 1993 году памятник был описан «Save Outdoor Sculpture!». 2 июля 2013 года статуя Джексона отметила 160-летие.
22 июня 2020 года, во время антирасистских протестов и сноса памятников в рамках системной борьбы с наследием расизма, внимание демонстрантов привлекла статуя Джексона. Протестущие написали на основании памятника слово «убийца», взобрались на статую, обвязали её верёвками и начали качать из стороны в сторону, разбив деревянные колёса у рядом стоящих пушек. Не дожидаясь падения памятника, в происходящее вмешалась полиция, разогнавшая толпу с применением дубинок и слезоточивого газа, и арестовав несколько человек. Ими также был снесён лагерь демонстрантов с палатками и баррикадами, что положило таким образом конец нескольким неделям протестов и попыткам создания так называемой «автономной зоны» у Белого дома. Президент США Дональд Трамп призвал правоохранительные органы наказать в уголовном порядке всех причастных к тому, что он назвал «позорным вандализмом». Вскоре обвинения в порче федеральной собственности были предъявлены четверым демонстрантам, которые были замечены в попытках свалить статую верёвками и в разбивании колёс пушек, причём из них был задержан только один человек.
В СМИ попытку сноса статуи Джексона объяснили тем, что он был плантатором и рабовладельцем, а также вёл войны с индейцами, впрочем как и остальные первые президенты. 31 августа, мемориальная консультативная комиссия, учреждённая мэром округа Колумбия Мюриел Баузер, по причине «несоответствия ценностям округа» рекомендовала «снести, переместить или контекстуализировать» ряд памятников в Вашингтоне, в том числе статую Джексона, и даже монумент Вашингтону. Президент Трамп выступил против этих планов, назвав их «безответственными рекомендациями», и отметив, что все памятники «следует сохранять, а не сносить; уважать, а не ненавидеть; и чтить из поколения в поколение». Историки также выступили против сноса памятников, призвав власти провести их переоценку, то есть контекстуализировать.